# Pusztamagyaród
Pusztamagyaród ist eine ungarische Gemeinde im Kreis Letenye im Komitat Zala.

## Geografische Lage
Pusztamagyaród liegt 27 Kilometer südlich des Komitatssitzes Zalaegerszeg und 20 Kilometer nordöstlich der Kreisstadt Letenye an dem Fluss Alsó-Válicka. Die höchste Erhebung auf dem Gemeindegebiet ist der 333 Meter hohe Berg Hahót-hegy. Nachbargemeinden sind Pusztaszentlászló, Hahót, Szentliszló und  Bánokszentgyörgy.

## Geschichte
Der Name des Ortes wurde schriftlich erstmals 1214 in der Form Moghorod erwähnt. Durch wiederholte Angriffe der Türken in den Jahren 1576, 1578 und 1582 wurde der Ort fast vollständig zerstört. Um 1720 wurde bereits die heutige Schreibweise benutzt. 1836 hatte Pusztamagyaród insgesamt 638 Einwohner, von denen die meisten römisch-katholisch waren. Weinbau und Weinbereitung gewannen an Bedeutung, was eine Grundlage für späteren Wohlstand bildete. Die Bevölkerung des Ortes nahm allmählich zu, 1890 betrug die Einwohnerzahl 1152. Im Jahr 1913 gab es in der damaligen Kleingemeinde 199 Häuser und 1220 Einwohner auf einer Fläche von 2882  Katastraljochen. Sie gehörte zu dieser Zeit zum Bezirk Letenye im Komitat Zala. Nach dem Zweiten Weltkrieg wurde 1948 eine Genossenschaft gegründet. Im selben Jahr wurde die achtklassige Schule verstaatlicht, an der zu dieser Zeit vier Lehrer 174 Schüler unterrichteten. Sechs Jahre später wurden ein Kindergarten eröffnet. Seit den 1950er Jahren dienten ein Gemeindezentrum, ein Kino und eine Bibliothek der Bildung und Unterhaltung der Menschen.

## Söhne und Töchter der Gemeinde
- István Nagy (1882–1951), Gutsbesitzer und Parlamentsabgeordneter
- Elemér Kenyeres (1891–1933), Pädagoge und Autor

## Sehenswürdigkeiten
- Römisch-katholische Kirche Keresztelő Szent János, erbaut 1782–1830, renoviert 1939 und 1974
- Römisch-katholische Friedhofskapelle Szent Flórián
- Weltkriegsdenkmal

## Verkehr
Durch Pusztamagyaród verläuft die Landstraße Nr. 7536. Es bestehen Busverbindungen über Szentliszló nach Bucsuta sowie über Pusztaszentlászló, Bak und Sárhida nach Zalaegerszeg. Die nächstgelegenen Bahnhöfe befinden sich in Tófej und Bak.